# Constantin Georgescu (scriitor)
Constantin Georgescu (n. 27 mai 1933, Ciofliceni, România – d. 17 februarie 2000, Snagov, Ilfov, România) a fost unprozator și traducător român.
Fiu al preotului din Snagov sat (Ioan Georgescu și a Sofiei - născută Preda), a putut beneficia de educația care să-i permită să înțeleagă limitările și absurdul regimului comunist și în special al situațiilor din Zona Snagov.
A avut un rol deosebit în faclitarea întâlnirilor și interacțiunilor în zona Snagovului a multor personalități (oameni de cultură ai perioadei – scriitori, artiști etc), având printre invitații familiei pe majoritatea acestora.
În mai multe scrieri s-a referit (chiar direct) la locuitori - ceea ce a creat  nemulțumiri ale acestora.

## Scurtă biografie
(preluată din www.anticariatbazar.ro)
Date comemorative: 1974, n:25.05.1933, d:17.02.2000
1940-44 Ciclul primar (1-4) - în Snagov sat 
1945-55 Ciclul secundar + Colegiul - la Sfântul Sava (București)
1956 absolvă Institutul de Artă Teatrală și Cinematografică „I.L. Caragiale", clasa Ion Finteșteanu.
1956-1958 repartizat ca actor la Teatrul Național din Craiova
1959-1964 profesor de limba română la școala Grindu - județul Ialomița. Suplinitorii (cu studii) - deveneau profesori
1964 - 1956 profesor de limba română la școala din Siliștea Snagovului, comuna Gruiu, Ilfov - făcând naveta cu bicicleta (2x10km - zilnic)
- Nu a fost Membru PCR

1971 - se căsătorește cu Despina- Emilia-Olga MINCU (Prof. Dr. latină, franceză la Liceul din Snagov)
1963 (devine) Membru titular - Uniunea Scriitorilor din România (USR) (atunci avea doar circa 300)
1963 debut publicistic și primește Premiul Uniunii Scriitorilor din România - Luceafarul pentru volumul:  Geamul dinspre drum.
1972-3 Asistent al vicepreședinte USR  Laurențiu FULGA ( 1968-1984 / general Divizia Tudor Vladimirescu)
1974-1999 (25 ani): Facilitator – organizator al unor întâlniri și evenimente ale scriitorilor (membri ai USR) dar și a altor oameni de artă și factori de decizie locali, în zona Snagov, atât în cadrul formal (circa 70, trimestrial – la liceul din Snagov deci circa 70, denumit în prezent Liceul Mihail Kogălniceanu) ori cadru informal (peste 60).
Ține un Registru de impresii în care adună impresii și autografe ale principalilor prieteni și personalități din USR.

## Opera literară (nuvele și romane)
Volumul de nuvele Geamul dinspre drum (1964) ca și cele care i-au urmat, Amintiri simple (1966) și Hora de duminică (1972), indicau un scriitor preocupat de universul uman circumscris mediului rural contemporan, atent nu atât la fapte, evenimente, cât mai ales la ecoul stârnit de acestea în structuri psihice aparent rudimentare.
Dacă în nuvele se dovedise interesat mai ales de detaliul psihologic, în cele dintâi romane, Singurătatea lucrurilor (1968) și Dincolo de aproape (1971), autorul mizează doar pe spectaculosul faptelor narate, pe coincidențele neverosimile.
Ambele romane sunt structurate în jurul câte unei obsesii ajunse blestem: dorința de înavuțire sau obstinația unei femei de a se împlini în plan erotic. Și într-un caz și în altul, personajele par simple marionete mânuite de autor, care leagă și dezleagă destinele după capriciosul său impuls de moment.
În schimb, romanele ce s-au succedat la scurt timp, Partea din care bate vântul (1970) și Al doilea motiv (1972), potențează virtuțile narative evidențiate în nuvele. Folosind ca pretext biografia unei familii (Manafu) sau a unui copil (Dumitru), scriitorul Constantin Georgescu întreprinde o analiză a realităților rurale românești de după cel de-al doilea război mondial - din câmpia bărăganului ialomițean.
Reîntoarcerea învinsului (1980), ca și Tren de noapte (1981) pun sub semnul întrebării capacitatea minimă a autorului de a construi. La nivel de pagină (sau chiar de pagini), există coerență, cursivitate; la nivel de întreg, totul apare însă dispersat, impresia de aglutinare rămânând pregnantă. În fond deghizate, și aceste ultime două romane nu sunt altceva decât povestiri și, la urma urmei, așa pot să fie citite, chiar dacă autorul le-a subintitulat „romane".

### Opera literară (nuvele și romane)
"Geamul dinspre drum", 1965, București
Ed. Tineretului
"Amintiri simple", 1966, București, Ed. Tineretului
"Singurătatea lucrurilor", 1968, București, Ed. Tineretului
"Partea din care bate vântul", 1970, București, Ed. Albatros
"Dincolo de aproape", 1971, București, Ed. Albatros
"Al doilea motiv", 1972, București, Ed. Ion Creangă
"Hora de duminică", 1972, București, Ed. Eminescu "Taina pergamentului", 1974, Iași, Ed. Junimea
"Reîntoarcerea învinsului", 1980, București, Ed. Eminescu
"Tren de noapte", 1981, București, Ed. Ion Creangă

### Publicistică
aallzz ?Almanahul scriitorilor - Mircea Micu (de regăsit ...)
1979 (menționat și în) Dictionar cronologic - Literatura română, I.C. Chițimia et co, 1979, Ed. știiințifică și enciclopedică, București pentru:
(p599) "Premiile revistei "Luceafarul"  - proză si (p608) romanul "Singurătea lucrurilor" - e narată istoria descoperirii unei comori de către un țăran și urmările nefaste ale acestui fapt asupra familiei protagonistului"
?aallzz  - "Viața românească * CE? > de căutat în Colecția din bibliotecă
1990 (ian-iun) "Adevărul Literar și Artistic" (supliment) / serial de circa 6 luni
???1996 (mai-iunie) Jurnalul de Snagov (în 5 nr: 20/26 mai - 17/23 iun) - (săptămânal popular) – editor, scriitor
1999 (nov-ian 2000) Foaia de Snagov (3 nr.) - (săptămânal popular) – redactor coordonator

### Filme documentare (contribuție)
1998 SNAGOV – Limba Clopotniței – Blestemul Lacului / Pământului  (de la Snagov)* TVR -  Tudor Partenie

### Altele
1976-1977 - editurile din Moscova și Leningrad au publicat în limba rusă cărțile: Geamul dinspre drum, Amintiri  simple, Taina pergamentului. A fost invitat și a participat la lansarea acestora (prin Uniunea Scriitorilor din România) 
199x Membru de Onoare a Comunei Snagov (?poza / titlu)
Constantin Georgescu (Costică - pentru prieteni) obișnuia să scrie între decembrie – martie iar între aprilie – noiembrie, să socializeze - interacționeze la Bucuresti dar in special la Snagov - cu scriitorii Uniunii Scriitorilor. Aducea culoare și voie bună prin mulțime de glume despre Ceaușești și „noutăți” de la Snagov. Întâlnirile erau la locurile uzuale din București ori la Snagov (liceul Snagov, vila UGSR, Muntenia - Snagov Club, acasă etc.).
2022 (19.Sep) este menționat în Luceafarul de dimineata (din în scrierea „Băiatul popii din Snagov (2)” (pag21) - scrisă de Corneliu IROD  (scriitor și poet ucrainean) (oare există și (1?)

## Facilitator: Întâlnirile scriitorilor și a altor oameni de artă - la Snagov
Organizate de familia GEORGESCU pe o durată de circa 18 ani (1972-1990) în două formate diferite:
1) formal - la Liceul din Snagov, in cadrul unor evenimente culturale, asociate unei diversități de teme și evenimente relevante literar [album foto1]
2) informal - în locuri precum: casa familiei Georgescu, vila UGIR, vila Muntenia - Snagov Club etc. [album foto2]
De la astfel de evenimente - întâlniri de creație, voie bună, inspirație și colaborare, s-au mai păstrat poze, notițe și chiar dedicații (unele scrise într-un fel de Registru de însemnări). Recunoașterea calității de gazdă - facilitator și perceperea Snagov-ului ca ?? ? -  rezultă și dintr-o serie de menționări publice în diferite publicații, făcute de multe personalități și colegi de creație (exemple):
vezi link-uri).
> Corneliu LEU - 27.05.1983 - "Spectacolul nespectaculos" - Contemporanul nr.22 (1907) pag 8
> Mircea MICU - 28.05.1983 "Costică ot Snagov" - Luceafărul nr. 21 (1099) pagina 5
> Fănuș NEAGU - 03.06.1983 "A doua carte cu prieteni / Sorbind urme de fluturi" - FLACĂRA pag 1

## Mai multe detalii (re: Constantin Georgescu - la Snagov)
1) în Colecțiile Muzeale Snagov - colecția: Personalități" - Constantin Georgescu.
2) Cărțile sale pot fi citite / împrumutate (de) la Biblioteca [[Fundatia Snagov|Fundatiei Snagov]]. Cel puțin unele nuvele (și fragmente - cele mai relevante despre Zona Snagov) se va încerca să devină disponibile și online (gratuit).